# Hydraulische Gesellschaft
Eine hydraulische Gesellschaft (altgriechisch ὑδραυλική hydrauliké von ὕδωρ hýdor, deutsch ‚Wasser‘ und αὐλός aulós, deutsch ‚Rohr, Flöte‘) ist nach dem Soziologen Karl A. Wittfogel eine Kultur und Gesellschaft, deren (land)wirtschaftlicher und politischer Fortbestand und Entwicklungspotential entscheidend von einer erfolgreich vernetzten Wasserbau-Großtechnik, wie von Deichbau, Kanalsystemen, Überflutungsregulierungen, Schleusen usw., abhängen.

## Zentrale soziologische Merkmale
Hierfür haben sich in der Menschheitsgeschichte, religiös durch einen Staatskult (oft mit einer mächtigen Priesterschaft) abgestützt, zentralisierte typische Herrschaftsformen („hydraulic empire“, „water monopoly empire“, „hydraulischer Despotismus“) mit planwirtschaftlich mächtiger und fachlich für ingenieursmäßigen Wasserbau, auch auf Geodäsie und Mathematik spezialisierter Bürokratie (im Sinne Max Webers) und hoher Rechtssicherheit herausgebildet. Es erklärt z. B. den besonderen Charakter eines Gottkönigtums bei gleichzeitig früher Schriftkultur, Urbanisierung, fortgeschrittener Arbeitsteilung (sozialer Differenzierung) und hoher Entwicklung von Mathematik, Astronomie und Ingenieurwissenschaft.

## Vorkommen
Klassisch sind dafür bereits im Altertum das chinesische Kaisertum zur Zähmung des Huang He, die im Punjab am Indus früh erscheinende Hochkultur, die Regulierung von Euphrat und Tigris in Mesopotamien (vgl. Babylonisches Reich), das ägyptische Pharaonentum am mittleren und unteren Nil, das Khmer-Reich von Angkor und – mit Abstrichen – das Aztekenreich in Mexiko (vgl. Tenochtitlán) bzw. Inkareich in Peru vor ihrer Zerstörung durch die spanische Eroberung und Kolonialisierung.
Ein eingeschränktes Beispiel innerhalb der westlichen Kulturen geben hier die Niederlande (als die erste politische Großmacht des europäischen Bürgertums), die nicht nur auf Fernhandel und Manufaktur fußten, sondern stark auch auf die gemeinschaftliche Arbeit zur Kultivierung des Rheindeltas und im ständigen Kampf gegen den „Blanken Hans“ (vgl. die Sturmfluten der Nordsee) und somit auch auf die fachbürokratisch effiziente Vereinigung von Stadtrepubliken angewiesen waren.

## Diskussion
Wittfogels Konzentration auf die Einzelzüge des „orientalischen Despotismus“ mit starkem Priestertum ist mehrfach (etwa von Joseph Needham am Beispiel Chinas) kritisiert worden, der Ausdruck „hydraulische Gesellschaft“ wird aber zur Beschreibung dieser (ideal)typischen Sozialstruktur noch bis ins 21. Jahrhundert verwendet.